# Powiat ostrowski (województwo wielkopolskie)
Powiat ostrowski – powiat w Polsce w południowo-wschodniej części województwa wielkopolskiego, reaktywowany w 1999 roku w ramach reformy administracyjnej. Tworzy go osiem jednostek administracyjnych. Jego siedzibą jest miasto Ostrów Wielkopolski.
Drugi pod względem liczby ludności powiat w województwie wielkopolskim (nie wliczając miast na prawach powiatu). Według danych z 1 stycznia 2020 powiat liczył 161 581 mieszkańców; według danych z 30 czerwca 2020 roku powiat zamieszkiwało tyle samo osób.

## Charakterystyka powiatu
Powiat ostrowski położony jest w paśmie makroregionu Niziny Południowowielkopolskiej, mezoregionu Wysoczyzny Kaliskiej i Wysoczyzny Leszczyńskiej, przy granicy z Dolnym Śląskiem, w dorzeczu Baryczy, Ołoboku i Prosny. Powiat ma charakter rolniczo–przemysłowy, użytki rolne zajmują 64,9% powierzchni powiatu, a 28,3% tereny leśne.

## Gminy powiatu
| Gmina               | Typ gminy       | Siedziba            | Powierzchnia [km²]        | Ludność                   | Gęstość zaludnienia [os./km²] |
| Gmina               | Typ gminy       | Siedziba            | (stan na 1 stycznia 2024) | (stan na 1 stycznia 2024) | (stan na 1 stycznia 2024)     |
| ------------------- | --------------- | ------------------- | ------------------------- | ------------------------- | ----------------------------- |
| Nowe Skalmierzyce   | miejsko-wiejska | Skalmierzyce        | 125,40                    | 15985                     | 127                           |
| Odolanów            | miejsko-wiejska | Odolanów            | 136,08                    | 14458                     | 106                           |
| Ostrów Wielkopolski | wiejska         | Ostrów Wielkopolski | 207,83                    | 19389                     | 93                            |
| Ostrów Wielkopolski | miejska         | Ostrów Wielkopolski | 41,90                     | 69260                     | 1653                          |
| Przygodzice         | wiejska         | Przygodzice         | 163,38                    | 12416                     | 76                            |
| Raszków             | miejsko-wiejska | Raszków             | 134,57                    | 11433                     | 85                            |
| Sieroszewice        | wiejska         | Sieroszewice        | 163,19                    | 9298                      | 57                            |
| Sośnie              | wiejska         | Sośnie              | 187,72                    | 6247                      | 33                            |

## Historia
Pierwsze wzmianki pisane o osadach rejonu ostrowskiego pochodzą z końca XIII wieku.
Odolanów uzyskał prawa miejskie w XIV wieku, a Raszków w roku 1444. W 1713 roku dzięki staraniom Jana Jerzego Przebendowskiego, prawa miejskie na prawie magdeburskim uzyskał Ostrów Wielkopolski. Najmłodszym miastem powiatu ostrowskiego są Nowe Skalmierzyce, które uzyskały prawa miejskie w 1962 roku.
Do II rozbioru Polski (1793 r.) obszar współczesnego powiatu ostrowskiego leżał w powiecie kaliskim dawnego województwa kaliskiego; w latach 1795–1807 leżał w departamencie kaliskim Prus Południowych, zaś w latach 1807–1815 w powiecie odolanowskim, departament kaliski Księstwa Warszawskiego. Po utworzeniu Królestwa Polskiego (1815 r.) obszar ten znalazł się poza granicami państwa polskiego – Wielkie Księstwo Poznańskie.
W 1815 roku pruska administracja przeniosła siedzibę powiatu odolanowskiego oraz część instytucji m.in. sąd powiatowy i kasę powiatową do Ostrowa Wielkopolskiego. Od tego momentu nowo tworzone instytucje i obiekty rangi powiatowej lokowano już tylko w tym mieście. W 1887 roku z powiatu odolanowskiego wydzielono powiat ostrowski, przy czym granica między nimi biegła południkowo, kilka kilometrów na zachód od obecnego centrum Ostrowa. W 1932 roku powiat odolanowski uległ likwidacji i włączeniu do powiatu ostrowskiego.
Podczas wojny powiat został wcielony do Rzeszy – przez pewien okres administratorem powiatu był tu Heinz Auerswald. W 1948 roku powiat ponownie podzielono: na powiat ostrowski oraz powiat miejski Ostrów Wielkopolski. Na skutek centralizacyjnej reformy administracyjnej w 1975 roku oba powiaty uległy likwidacji.
W 1999 roku reforma administracyjna reaktywowała powiat ostrowski. Pierwszym starostą ostrowskim został Andrzej Dera (AWS). Od 2002 roku przez dwie kadencje starostą był Włodzimierz Jędrzejak (SLD), zaś od 2010 roku starostą ostrowskim jest Paweł Rajski (PO).

## Gospodarka
W końcu września 2019 liczba zarejestrowanych bezrobotnych w powiecie ostrowskim obejmowała ok. 1,8 tys. mieszkańców, co stanowi stopę bezrobocia na poziomie 2,5% do aktywnych zawodowo.

### Przemysł
Głównym miastem powiatu jest Ostrów Wielkopolski, jeden z dwóch głównych ośrodków w Kalisko-Ostrowskim Okręgu Przemysłowym. Do aglomeracji kalisko-ostrowskiej należy część gmin powiatu ostrowskiego. Powiat stanowi ośrodek przemysłu: spożywczego, środków transportu (produkcja wagonów), maszynowego, precyzyjnego, drzewnego oraz materiałów budowlanych.
- Nowe Skalmierzyce: wytwórnia urządzeń kolejowych, przemysł spożywczy[8].
- Odolanów: zakład przetwórstwa gazu ziemnego[8].
- Ostrów Wielkopolski: przemysł precyzyjny, środków transportu, maszynowy, odzieżowy, drzewny, materiałów budowlanych, spożywczy[8].

### Rolnictwo
Najważniejszym sektorem powiatu ostrowskiego pozostaje rolnictwo – ponad połowę powierzchni powiatu zajmują użytki rolne. Wśród uprawianych roślin dominują zboża, kukurydza, rzepak i ziemniaki. Na terenie gminy Nowe Skalmierzyce i gminy Raszków istnieją lepsze warunki glebowe, co sprawia, że użytki rolne sięgają tam 90% w stosunku do całkowitej powierzchni gminy.

## Miejscowości

### Miasta
| W obrębie powiatu ostrowskiego znajdują się 4 miasta (liczba mieszkańców według danych GUS z 1 stycznia 2024): - Ostrów Wielkopolski (69260) – siedziba gminy i powiatu, - Odolanów (4941) – siedziba gminy, - Nowe Skalmierzyce (4578) – siedziba gminy, - Raszków (2099) – siedziba gminy. | Dawne miasta: - Kwiatków (XV–XVII w.), - Wielka Sobótka (XV–XVII w.), - Konstancja, obecnie Odolanów–Górka (XVII w.). |

### Największe wsie powiatu ostrowskiego

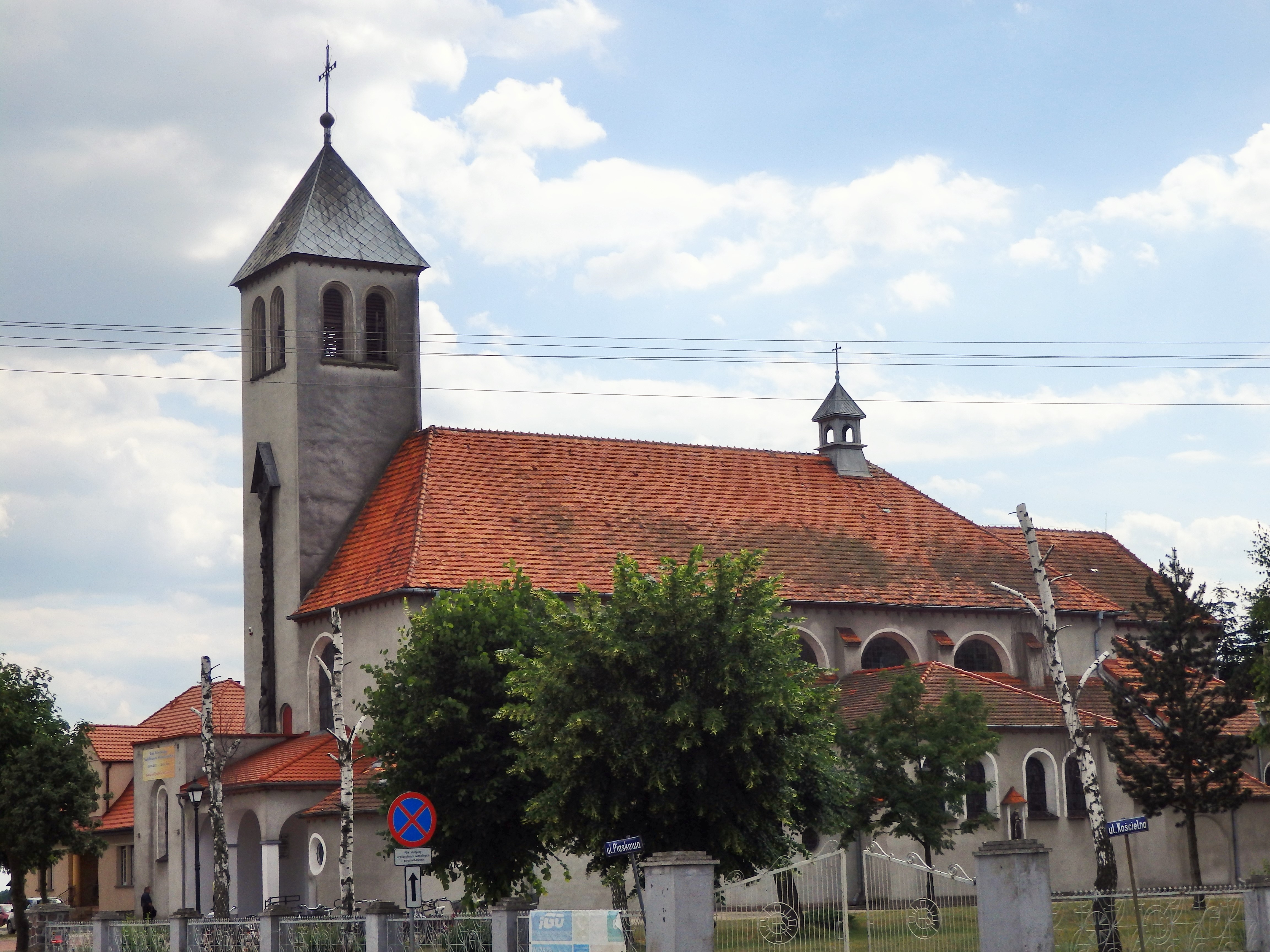
Gorzyce Wielkie – największa wieś powiatu ostrowskiego

| Wsie powyżej 1000 mieszkańców wg danych z 2021 roku: - Gorzyce Wielkie (2622) - Przygodzice (2543) – siedziba gminy - Skalmierzyce (2217) – siedziba gminy - Janków Przygodzki (1643) - Topola Wielka (1546) - Wtórek (1505) - Radłów (1499) - Sośnie (1443) – siedziba gminy - Lewków (1426) - Dębnica (1386) - Wysocko Małe (1371) - Tarchały Wielkie (1344) | - Sieroszewice (1331) – siedziba gminy - Granowiec (1316) - Raczyce (1275) - Sobótka (1190) - Biskupice Ołoboczne (1176) - Topola Mała (1150) - Wielowieś (1129) - Śliwniki (1128) - Uciechów (1102) - Chynowa (1070) - Strzyżew (1031) - Świeca (1006) |

## Ludność
| Liczba mieszkańców powiatu ostrowskiego wg GUS | Liczba mieszkańców powiatu ostrowskiego wg GUS | Liczba mieszkańców powiatu ostrowskiego wg GUS | Liczba mieszkańców powiatu ostrowskiego wg GUS | Liczba mieszkańców powiatu ostrowskiego wg GUS |
| Rok (stan na 1 stycznia)                       | Liczba ludności                                | Przyrost                                       | Gęst. zaludnienia [os./km²]                    | Powierzchnia [km²]                             |
| ---------------------------------------------- | ---------------------------------------------- | ---------------------------------------------- | ---------------------------------------------- | ---------------------------------------------- |
| 2012                                           | 160 831                                        | –                                              | 139                                            | 1160,12                                        |
| 2013                                           | 161 068                                        | 237                                            | 139                                            | 1160,12                                        |
| 2014                                           | 161 216                                        | 148                                            | 139                                            | 1160,12                                        |
| 2015                                           | 161 403                                        | 187                                            | 139                                            | 1160,12                                        |
| 2016                                           | 161 435                                        | 32                                             | 139                                            | 1160,12                                        |
| 2017                                           | 161 574                                        | 139                                            | 139                                            | 1160,12                                        |
| 2018                                           | 161 763                                        | 189                                            | 139                                            | 1160,12                                        |
| 2019                                           | 161 519                                        | 244                                            | 139                                            | 1160,12                                        |
| 2020                                           | 161 581                                        | 62                                             | 139                                            | 1160,12                                        |

## Turystyka i zabytki

### Sztuka regionu ostrowskiego

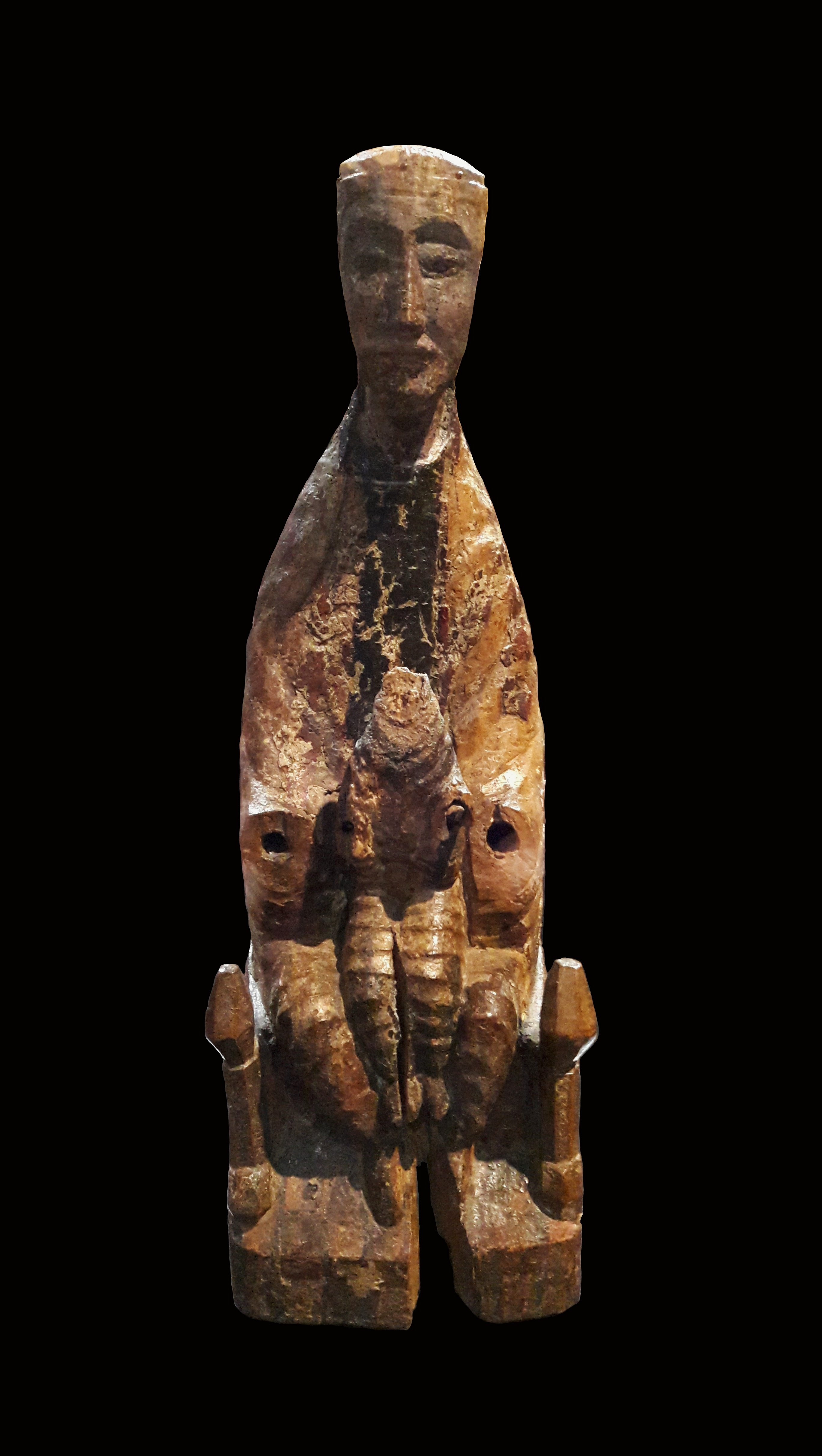
„Madonna z Dzieciątkiem” z Ołoboku, obecnie w zbiorach Muzeum Narodowego w Warszawie

Na terenie powiatu ostrowskiego dominują zabytki architektury sakralnej oraz dwory, pałace i parki. Sztukę romańską tego regionu prezentuje m.in. drewniany posążek „Madonny z Dzieciątkiem” (datowany na 2 poł. XII–pocz. XIII w.), pochodzący z wyposażenia klasztoru cysterek w Ołoboku (od 1931 roku w zbiorach Muzeum Narodowego w Warszawie) oraz granitowa kropielnica w Skrzebowej.
Sztukę gotycką przedstawia wczesnogotycki jednonawowy kościół parafialny w Sobótce oraz klasztor i kościół w Ołoboku. Z gotyckiego klasztoru, który rozebrano w 1882 roku, zachowało się piętrowe skrzydło, przylegające do kościoła od strony północnej.
W epoce renesansu wzniesiono w regionie ostrowskim m.in. murowaną kaplicę loretańską w Skrzebowej (obecnie ruiny), murowaną kaplicę przy kościele pw. św. Katarzyny Aleksandryjskiej w Skalmierzycach oraz dzwon (1555 r.) w Szczurach.
Ożywienie w ruchu budowlanym i artystycznym nastąpiło w czasach trwania baroku. Barokowy kościół pw. św. Michała Archanioła w Cieszynie (z końca XVII w.), wybudowano kosztem kapituły wrocławskiej w miejscu dawnego drewnianego. W epoce późnego baroku powstał również wybudowany na rzucie ośmioboku kościół ewangelicki w Odolanowie.
W 1791 roku ukończono budowę murowanego klasycyzującego pałacu w Lewkowie. W nurcie klasycyzmu wybudowano budynki sakralne m.in. w Pogrzybowie (1801–1806) i Rososzycy (1818 r.).
Mecenat Antoniego Radziwiłła namiestnika Wielkiego Księstwa Poznańskiego, właściciela miasta Ostrowa i dóbr przygodzkich sprawiły, że w głębi lasu wzniesiono w latach 1822–1824 jako rezydencję sezonową pałac w Antoninie, według projektu niemieckiego architekta Karla Friedricha Schinkla.
Pałac w Śliwnikach (1848–1850) wybudowany dla Jana Niepomucena Niemojowskiego, jest jednym z pierwszych budynków w rejonie ostrowskim, wzniesionym w stylu neogotyckim. Innym przykładem tej architektury jest monumentalny dworzec kolejowy w Nowych Skalmierzycach, wybudowany w latach 1905–1906.

### Dwory
| Obiekty wpisane w rejestr zabytków województwa wielkopolskiego: - dwór w Chotowie (1 poł. XIX w.), - dwór w Czekanowie (XIX/XX w.), - dwór w Gutowie, - dwór w Kotowiecku (1842 r.), - dwór–willa w Miedzianowie (1877 r.), - dwór w Osieku (1844 r.), - dwór w Parczewie (2 poł. XIX w.), - dwór w Radziwiłłowie (XIX w.), - dwór we Węgrach (1 poł. XIX w.), - dworek w Wysocku Małym (1 poł. XIX w.), - dwór w Wysocku Wielkim (XIX w.). | Pozostałe: - ruiny dworu w Boczkowie (XIX w.), - dwór w Gałązkach Małych (1903 r.), - dwór w Gorzycach Wielkich, - dwór w Kwiatkowie, - dwór w Możdżanowie, - dwór w Przygodzicach (XVII w.), - dwór w Sieroszewicach (XIX w.), - dwór w Strzyżewie. |

### Pałace
| Obiekty wpisane w rejestr zabytków województwa wielkopolskiego: - pałac myśliwski w Antoninie (1822–1824), - pałacyk myśliwski w Bagateli (XVIII/XIX w.), - pałac w Bugaju, - pałac w Górznie (XIX/XX w.), - pałac w Lewkowie (1788–1791), - pałac myśliwski w Mojej Woli (1825, 1907 r.), - pałac w Psarach (1910 r.), - pałac w Rososzycy (1875 r.), - pałac w Sobótce (1898–1899), - pałac w Śliwnikach (1848–1850). | Pozostałe: - pałac w Przybysławicach, - pałac w Szczurach, - ruiny pałacu w Śmiłowie. |

### Zabytkowe parki
Parki wpisane w rejestr zabytków województwa wielkopolskiego:
- park im. 3 Maja w Ostrowie Wielkopolskim (1904–1905),
- park w Antoninie,
- park w Bagateli (1 poł. XIX w.),
- park w Bugaju,
- park dworski w Chotowie,
- park w Górznie,
- park dworski w Gutowie,
- park plebański z sadem w Gostyczynie (XIX w.),
- park dworski w Kotowiecku (XVIII w., 1903 r.),
- park w Lewkowie (koniec XVIII w.),
- park dworski w Miedzianowie,
- park w Mojej Woli (1 poł XIX–XX w.),
- park w Psarach,
- park dworski w Radziwiłłowie (2 poł. XIX w.),
- park w Rososzycy,
- park w Sobótce (2 poł. XIX w.),
- park w Śliwnikach (poł. XIX w.),
- park dworski w Śmiłowie (XIX w.).

### Zabytki architektury (wybór)
Obiekty wpisane w rejestr zabytków województwa wielkopolskiego:
- budynek dawnej ochronki w Lewkowie (2 poł. XIX w.),
- dworzec kolejowy w Nowych Skalmierzycach (1905–1906),
- gmach poczty w Ostrowie Wielkopolskim (1886 r.),
- młyn wodny w Ołoboku (poł. XIX w.),
- ratusz w Ostrowie Wielkopolskim (1828, 1948 r.),
- spichrz dworski w Topoli Małej (pocz. XIX w.),
- układ architektoniczny oraz archeologiczne warstwy kulturowe – Odolanów (XIV w.),
- układ architektoniczny oraz archeologiczne warstwy kulturowe – Ostrów Wielkopolski (XV, XVII w.),
- układ architektoniczny wraz z archeologicznymi warstwami osadniczymi – Raszków (XV–XIX w.),
- wiatrak paltrak we wsi Kałkowskie (1900 r.).

### Zabytkowe kościoły
Najstarsze zabytkowe kościoły na terenie powiatu ostrowskiego (chronologicznie):
1. kościół pw. NNMP i św. Józefa w Sobótce (XIII w., 1783–1790),
2. kościół pw. św. Jana Ewangelisty w Ołoboku (XV/XVII w., 1695, 1780 r.),
3. kościół cmentarny pw. św. Jana Chrzciciela w Ołoboku (XVI w.),
4. kościół pw. Podwyższenia Krzyża w Wysocku Wielkim (XVI w.),
5. kościół pw. św. Mikołaja w Gostyczynie (XVI/XVII w.),
6. kościół pw. św. Michała Archanioła w Cieszynie (XVII w.)
7. kościół pw. św. Bartłomieja Apostoła w Biskupicach Ołobocznych (1726 r.),
8. kościół pw. św. Mateusza w Górznie (1755 r.),
9. kościół pw. Michała Archanioła w Szczurach (1762 r.),
10. kościół ewangelicki w Odolanowie (1770–1780),
11. kościół pw. NMP Królowej Polski w Ostrowie Wielkopolskim (1777–1778),
12. kościół pw. Wszystkich Świętych w Droszewie (1783–1787),
13. kościół cmentarny pw. św. Barbary w Odolanowie (1784 r.),
14. kościół pw. Narodzenia NMP w Ociążu (1785–1786),
15. kościół pw. św. Katarzyny Aleksandryjskiej w Skalmierzycach (1791 r.),
16. kościół pw. św. Marcina w Odolanowie (1794 r.),
17. kościół polskokatolicki pw. MB Królowej Polski w Strzyżewie (1865 r.).

## Przyroda

### Europejska Ostoja Ptaków

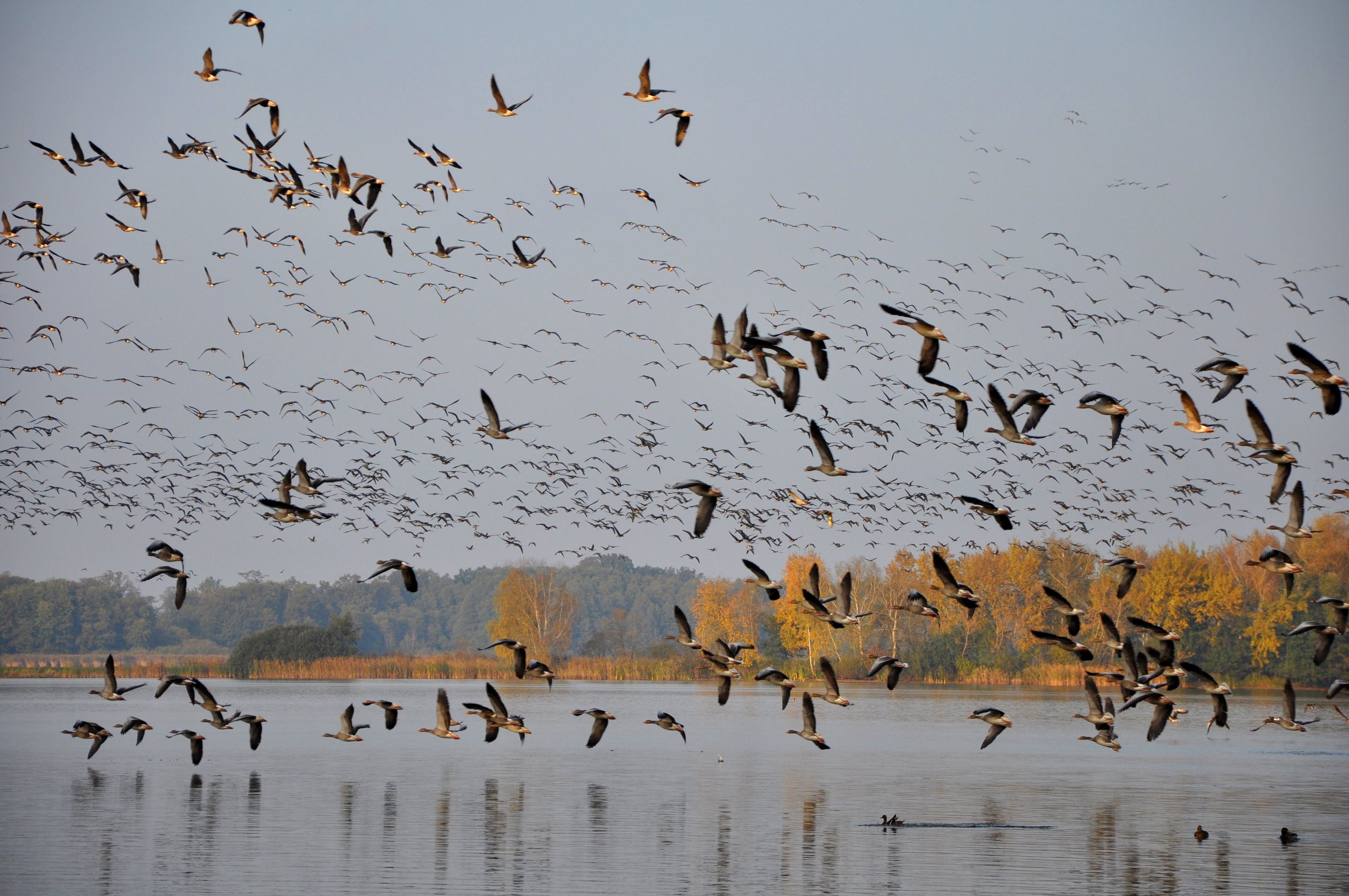
Jesinne przeloty gęsi w Parku Krajobrazowym „Dolina Baryczy”

- europejska ostoja ptaków IBA i jednocześnie obszar specjalnej ochrony ptaków „Dolina Baryczy” w ramach europejskiej sieci Natura 2000 – teren Parku Krajobrazowego „Dolina Baryczy”.

### Park krajobrazowy

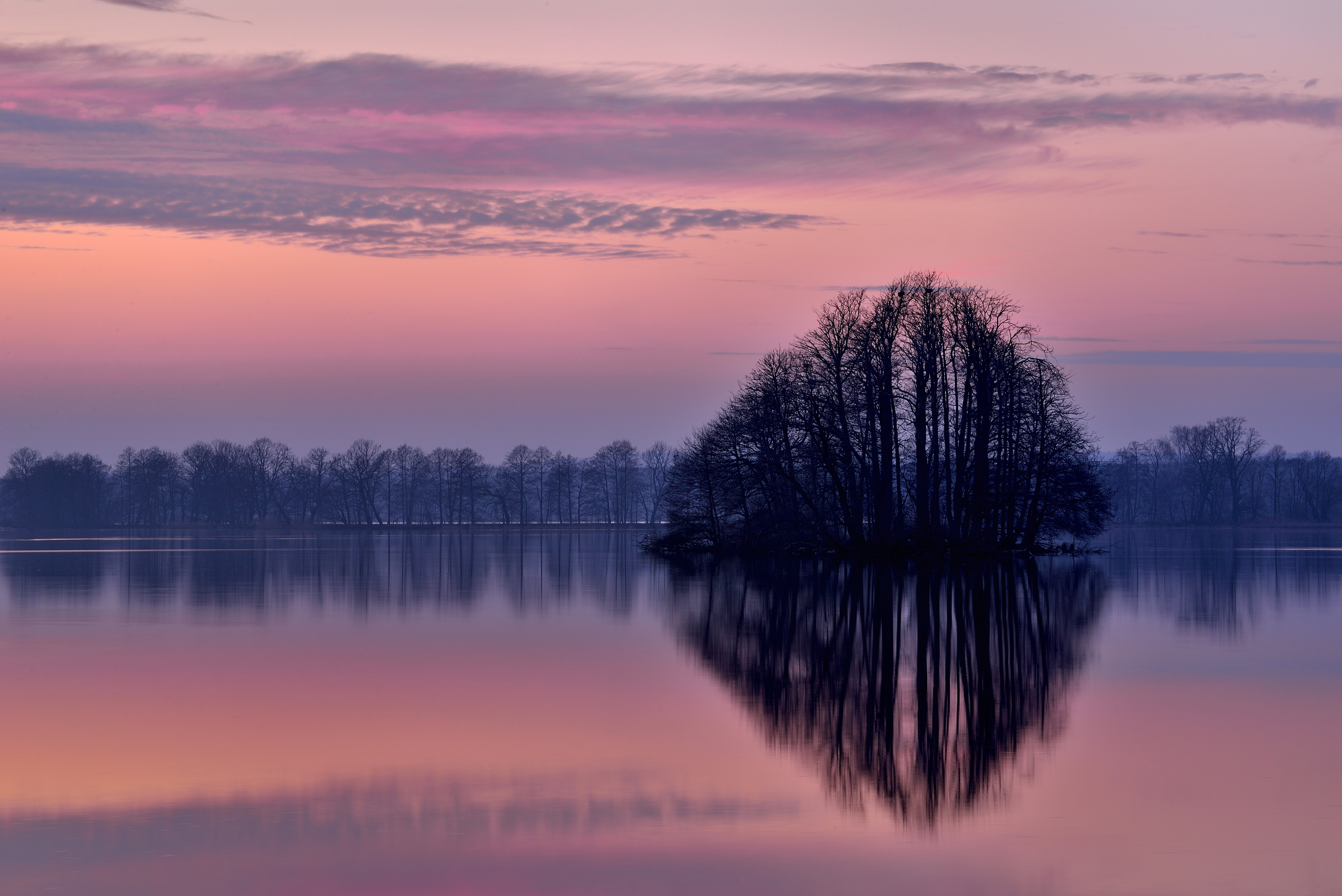
Park Krajobrazowy „Dolina Baryczy”

- Park Krajobrazowy „Dolina Baryczy” – obejmuje tereny województwa dolnośląskiego i wielkopolskiego.

### Obszary chronionego krajobrazu
- obszar chronionego krajobrazu Dąbrowy Krotoszyńskie i Baszków Rochy,
- obszar chronionego krajobrazu doliny rzeki Prosny, Ołoboku i południowej części doliny Ciemnej,
- obszar chronionego krajobrazu Kotlina Grabowska,
- obszar chronionego krajobrazu Wzgórza Ostrzeszowskie i Kotlina Odolanowska (Milicka).

### Rezerwaty przyrody
- rezerwat przyrody „Dąbrowa” koło Biadek Krotoszyńskich (16,62 ha) – rezerwat położony ok. 17 km na zachód od Ostrowa Wielkopolskiego, na północ od wsi Chruszczyny, utworzony w 1963 roku[7],
- rezerwat przyrody „Majówka” (8,10 ha) – rezerwat położony w okolicach leśniczówki Biskupice, utworzony w 1958 roku[7]. Stanowiska rzadkich gatunków roślin i grzybów m.in. widłaka goździstego i sromotnika smrodliwego[7],
- rezerwat przyrody „Niwa” (16,91 ha) – rezerwat położony w obrębie wsi Namysłaki, utworzony w 1959 roku[7],
- rezerwat przyrody „Wydymacz” (47,86 ha) – rezerwat florystyczno-krajobrazowy położony ok. 14 km na południe od Ostrowa Wielkopolskiego, w gminie Przygodzice[7], utworzony w 1987 roku. Przedmiotem ochrony jest zespół łęgu jesionowo-olszowego, miejsc lęgowych wielu gatunków ptaków, stanowisk roślin chronionych m.in. naparstnicy purpurowej oraz drzew pomników przyrody[7].

## Transport

### Transport kolejowy
| Linia                                                   | Kierunek                                                    | Stacje/przystanki w powiecie ostrowskim |
| ------------------------------------------------------- | ----------------------------------------------------------- | --- |

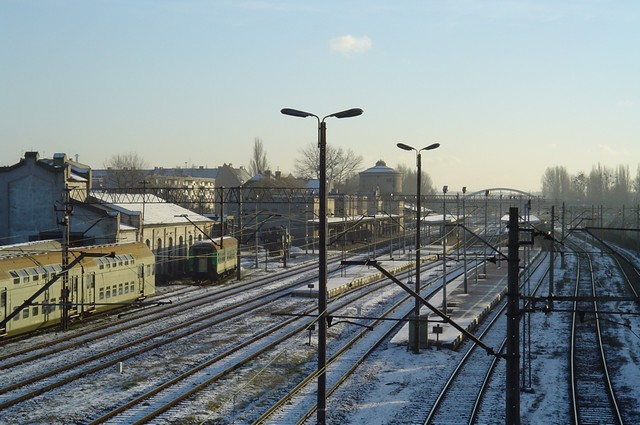
Stacja Ostrów Wielkopolski – ważny węzeł kolejowy

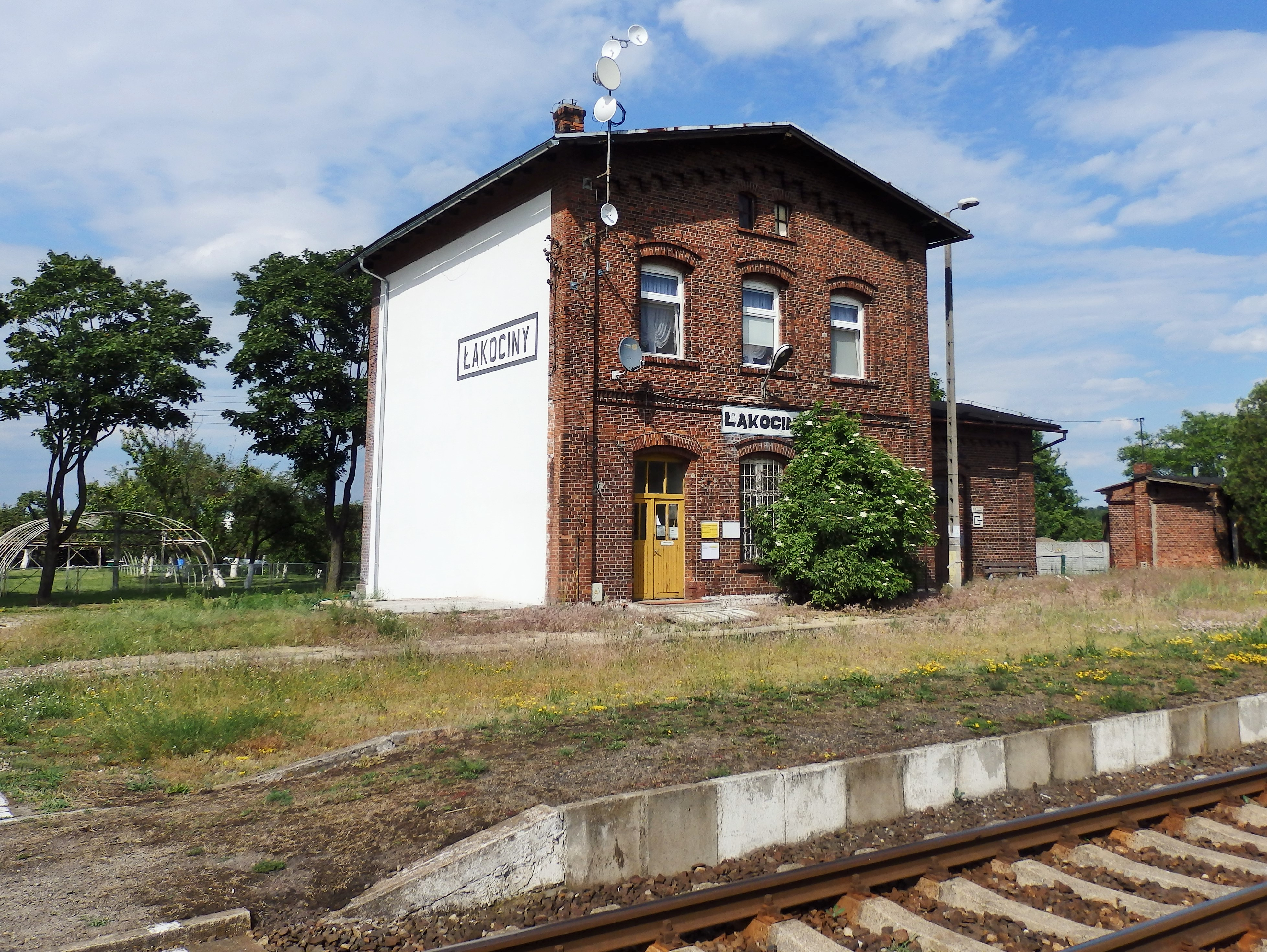
Przystanek kolejowy w Łąkocinach

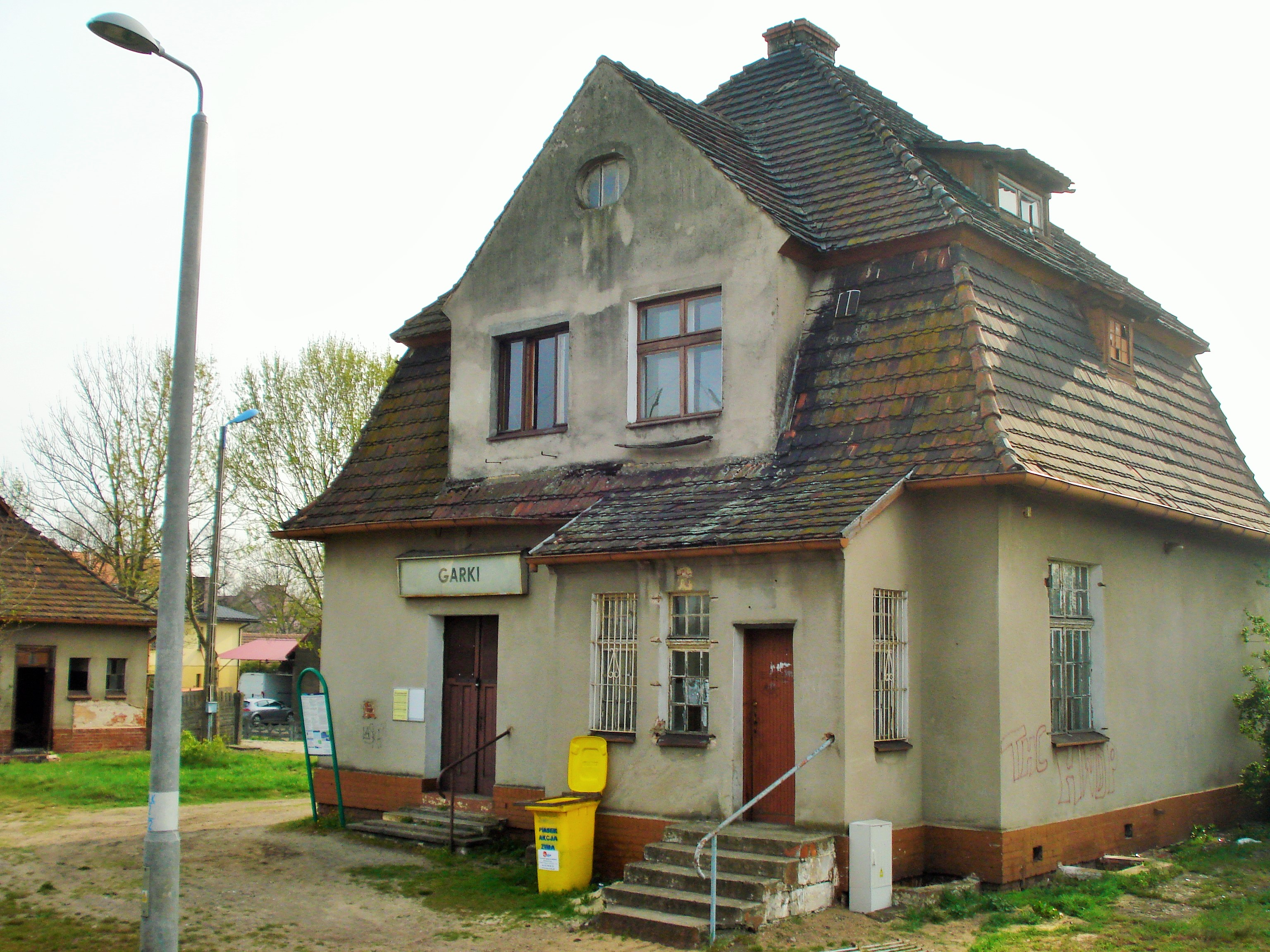
Stacja kolejowa w Garkach

| 14                                                      | Łódź Kaliska ↔ Tuplice                                      | - Nowe Skalmierzyce - Ociąż - Czekanów - Ostrów Wielkopolski - Ostrów Wielkopolski Zachodni (towarowy) - Ostrów Wielkopolski Gorzyce - Łąkociny - Daniszyn |
| 272                                                     | Kluczbork ↔ Poznań Główny                                   | - Antonin - Przygodzice - Janków Przygodzki - Ostrów Wielkopolski - Biniew                                                                                 |
| 355                                                     | Ostrów Wielkopolski ↔ Grabowno Wielkie                      | - Ostrów Wielkopolski - Topola Osiedle - Tarchały Wielkie - Odolanów - Garki - Granowiec - Sośnie Ostrowskie - Pawłów Wielkopolski                         |
| 383 (nieczynna od 1999 roku; częściowo kolej drezynowa) | Ostrzeszów ↔ Namysłaki                                      | - Namysłaki (nieczynna) |
| 811                                                     | Stary Staw ↔ Franklinów (łącznica kolejowa linii: 14 i 272) | Stary Staw ↔ Franklinów (łącznica kolejowa linii: 14 i 272)                                                                                                |
| kolejka parkowa                                         | Wenecja – Piaski-Szczygliczka                               | Wenecja – Piaski-Szczygliczka |
| (linia rozebrana do 1989 roku)                          | Ociąż ↔ Kotowiecko ↔ Kucharki                               | Ociąż ↔ Kotowiecko ↔ Kucharki |
| (linia rozebrana do 1936 roku)                          | Kotowiecko ↔ Żakowice ↔ Głóski                              | Kotowiecko ↔ Żakowice ↔ Głóski |

Legenda:
     linia nieczynna
     linia rozebrana

### Transport drogowy

#### Drogi ekspresowe
- Strugi – Ostrów Wielkopolski – Franklinów

#### Drogi krajowe
- 11 Kołobrzeg – Koszalin – Piła – Poznań – Ostrów Wielkopolski – Kępno – Lubliniec – Bytom
- 25 Bobolice – Bydgoszcz – Konin – Kalisz – Nowe Skalmierzyce – Ostrów Wielkopolski – Oleśnica
- 36 Ostrów Wielkopolski – Krotoszyn – Rawicz – Prochowice

#### Drogi wojewódzkie
- 444 Krotoszyn – Odolanów – Ostrzeszów
- 445 Ostrów Wielkopolski – Odolanów
- 447 Antonin – Mikstat – Grabów nad Prosną
- 450 Kalisz – Ołobok – Opatów

### Transport lotniczy
W Michałkowie w gminie Ostrów Wielkopolski, znajduje się lotnisko Ostrów Wielkopolski-Michałków.

## Administracja
Organem uchwałodawczym samorządu jest Rada Powiatu Ostrowskiego, składająca się z 27 radnych.
| Okręg     | Miasto/gmina                                                                 | Miasto/gmina                                                                                | Liczba radnych |
| --------- | ---------------------------------------------------------------------------- | ------------------------------------------------------------------------------------------- | -------------- |
| Okręg 1   | miasto Ostrów Wielkopolski                                                   | osiedle: Śródmieście, Wenecja, Krępa, Pruślin                                               | 4              |
| Okręg 2   | miasto Ostrów Wielkopolski                                                   | osiedle: Stare Kamienice, Zacisze Zębców, Odolanowskie, Nowe Parcele, Parcele Zacharzewskie | 4              |
| Okręg 3   | miasto Ostrów Wielkopolski                                                   | osiedle: Jana Pawła II, Powstańców Wielkopolskich                                           | 4              |
| Okręg 4   | gmina i miasto Nowe Skalmierzyce                                             | gmina i miasto Nowe Skalmierzyce                                                            | 3              |
| Okręg 5   | gmina i miasto Raszków, gmina Ostrów Wielkopolski                            | gmina i miasto Raszków, gmina Ostrów Wielkopolski                                           | 5              |
| Okręg 6   | gmina i miasto Odolanów, gmina Przygodzice, gmina Sośnie, gmina Sieroszewice | gmina i miasto Odolanów, gmina Przygodzice, gmina Sośnie, gmina Sieroszewice                | 7              |
| Razem (Σ) | Razem (Σ)                                                                    | Razem (Σ)                                                                                   | 27             |

| Komitet Wyborczy                           | Liczba radnych |
| ------------------------------------------ | -------------- |
| KKW Koalicja Obywatelska                   | 11/27          |
| KW Prawo i Sprawiedliwość                  | 8/27           |
| KWW Beaty Klimek Przyjazne Miasto i Powiat | 5/27           |
| KW Polskie Stronnictwo Ludowe              | 3/27           |

## Sąsiednie powiaty
| Powiat                             | Województwo   |
| ---------------------------------- | ------------- |
| Kalisz (miasto na prawach powiatu) | wielkopolskie |
| powiat kaliski                     | wielkopolskie |
| powiat krotoszyński                | wielkopolskie |
| powiat milicki                     | dolnośląskie  |
| powiat ostrzeszowski               | wielkopolskie |
| powiat oleśnicki                   | dolnośląskie  |
| powiat pleszewski                  | wielkopolskie |